# Semiothisa gentilata
Semiothisa gentilata är en fjärilsart som beskrevs av Felder 1874. Semiothisa gentilata ingår i släktet Semiothisa och familjen mätare. Inga underarter finns listade i Catalogue of Life.